# Sinfonía n.º 15 (Shostakóvich)

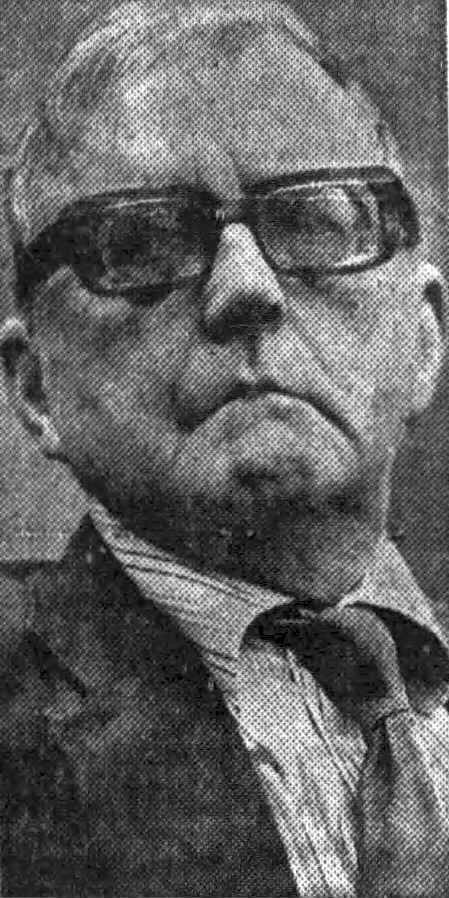
Shostakóvich en 1973.

La Sinfonía n.º 15 en la mayor, Op. 141 fue compuesta por Dmitri Shostakóvich en 1971. Se trata de la última contribución al género del maestro ruso.

## Historia

### Composición
La composición de este opus se desarrolló durante un corto periodo de un mes en el verano de 1971 en Repino, a las afueras de San Petersburgo. El compositor comenzó a preparar la Sinfonía n.º 15 a finales de 1970. En un principio iba a regalársela a sí mismo por su 65 cumpleaños. Escribió a Boris Tishchenko que quería escribir una "sinfonía alegre". Shostakóvich completó un borrador de la sinfonía de un total de 18 páginas, que utilizaba notación libre y taquigrafía extensa, no más tarde del 2 de abril de 1971. El boceto manuscrito también incluye una composición inacabada e inédita de "Yelabuga Nail", un poema de Yevgueni Yevtushenko sobre el suicidio de Marina Tsvetayeva.
En junio Shostakóvich viajó con su esposa a la clínica de Gavriil Ilizárov en Kurgán para continuar el tratamiento de la poliomielitis que padecía desde 1968. Allí comenzó el borrador final de la Decimoquinta. Escribió a Marietta Shaguinián que estaba "al borde de las lágrimas":

«Las lágrimas brotaban de mis ojos no porque la sinfonía fuera triste, sino porque mis ojos estaban agotados. Incluso fui a un oftalmólogo que me sugirió que me tomara un breve descanso. La pausa fue muy dura para mí. Es fastidioso hacer una pausa cuando uno está trabajando.»

Más tarde, Shostakóvich hizo comentarios similares a Sofia Khentova, diciéndole que la sinfonía no le permitía "ni un momento de descanso":

«Fue una pieza que sencillamente me atrapó, una de las pocas que aparecieron en mi mente con total claridad desde la primera nota hasta la última. No me quedó más remedio que escribirla.»

Continuó trabajando en la sinfonía después de abandonar la clínica para trasladarse a su dacha de verano en Repino. El 13 de julio recibió allí la visita de su amigo Isaak Glikman, a quien declaró que había terminado los dos primeros movimientos y estaba trabajando en el tercero. Shostakóvich le dijo que aún tenía que "componer un Finale, pero, ya sabes, al igual que mi Novena, la sinfonía carece de una idea básica". Veniamin Basner recuerda que el maestro ruso se quejó de que el Finale avanzaba con demasiada lentitud. Logró terminar la sinfonía el 29 de julio en presencia de Basner. "La nueva sinfonía aún está caliente y me gusta. Pero, quizás después de que haya pasado algún tiempo, pensaré en ella de otra manera", dijo Shostakóvich a Glikman.
En una carta a Krzysztof Meyer fechada el 16 de septiembre, Shostakóvich decía: "He terminado otra sinfonía, la decimoquinta. Quizá no debería componer más, pero no puedo vivir sin ella". Asimismo escribió a Shaguinián el 26 de agosto que la finalización de la sinfonía en la que había "trabajado día y noche" le dejaba como en un vacío. Aparte de un arreglo de la "Serenata" de Gaetano Braga (destinado a una ópera no realizada basada en "El monje negro" de Antón Chéjov), Tras la finalización de esta sinfonía, Shostakóvich sufrió un prolongado bloqueo que terminó en marzo de 1973 con la composición del Cuarteto de cuerda n.º 14.

### Estreno y primeras interpretaciones

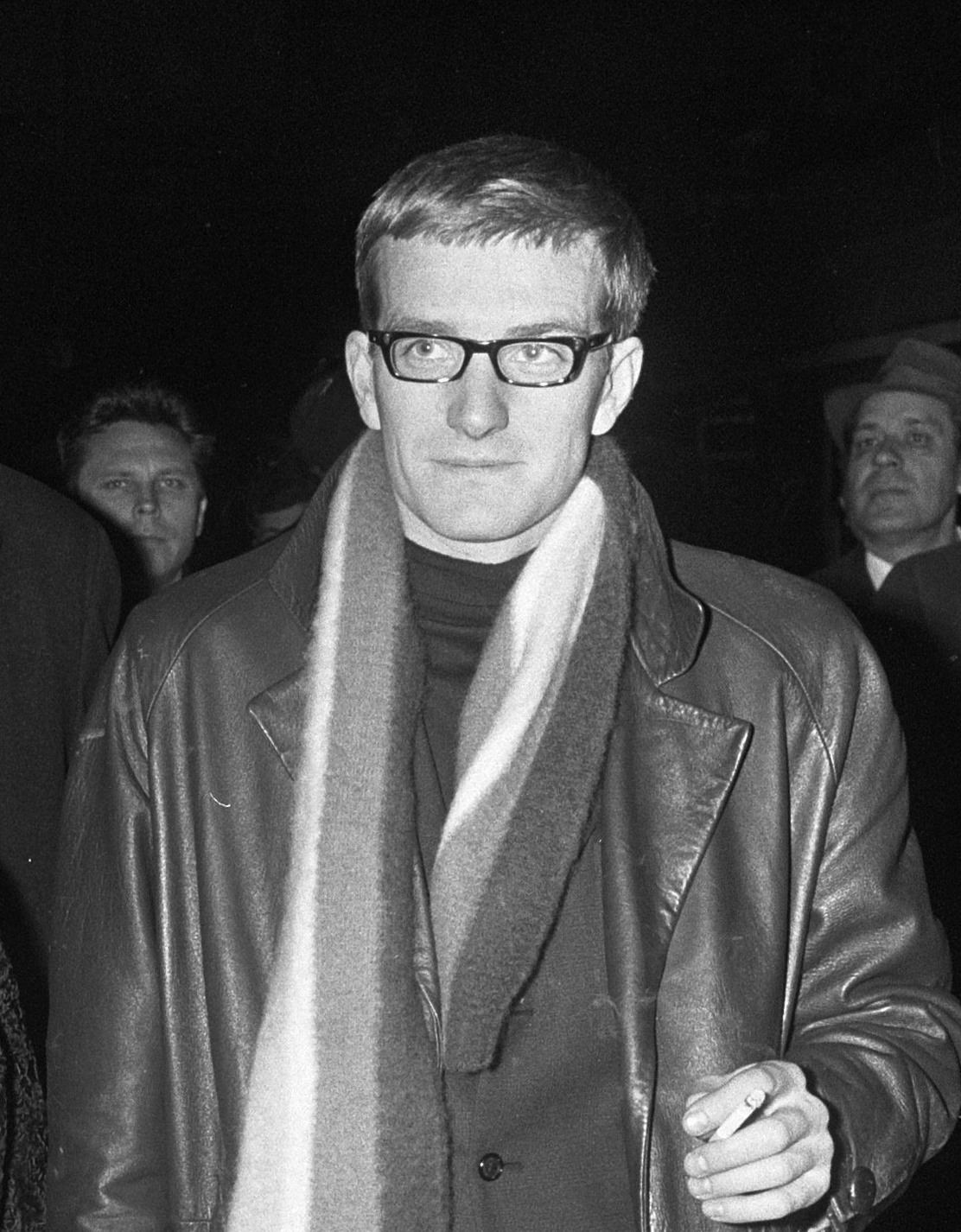
Maksim Shostakóvich, director del estreno.

Poco después de finalizar la composición de su última sinfonía informó a su hijo Maksim, a quien finalmente se confió su estreno. Kiril Kondrashin era la primera elección del compositor, pero había sufrido repentinamente graves problemas cardíacos ese verano y le era imposible dirigir. El mismo día en que el maestro ruso terminó la sinfonía, regresó con su esposa a Moscú. Allí escuchó la sinfonía por primera vez, interpretada por Boris Chaikovski y Mieczysław Weinberg en una reducción para dos pianos.
La partitura completa de la Sinfonía n.º 15 se envió el 9 de septiembre a los copistas de la Unión de Compositores Soviéticos para preparar su estreno mundial, anunciado para otoño de 1971. Pocos días después, el 17 de septiembre, Shostakóvich sufrió su segundo infarto, lo cual obligó a posponer el estreno. Permaneció en el hospital hasta el 28 de noviembre, fecha en la que fue dado de alta para continuar su recuperación en un sanatorio de Barvikha. A pesar de la continua debilidad en brazos y piernas del compositor, su salud se había recuperado lo suficiente como para permitirle asistir a los ensayos del estreno reprogramado.
Finalmente el estreno de la obra se celebró el 8 de enero de 1972 en la Gran Sala del Conservatorio de Moscú con la interpretación de la Orquesta Sinfónica de la Televisión y Radio Estatal de la URSS bajo la dirección de Maksim Shostakóvich, el hijo del compositor.
La primera interpretación estadounidense se llevó a cabo el 28 de septiembre de 1972 bajo la batuta de Eugene Ormandy, que lo interpretó con la Orquesta de Filadelfia. Leopold Stokowski compitió por los derechos para dirigir este estreno, pero perdió ante Ormandy.
El estreno británico tuvo lugar el 20 de noviembre de 1972 con la New Philharmonia Orchestra y también fue dirigido por el hijo del compositor.

## Instrumentación
La partitura está escrita para una orquesta formada por:
- Viento madera: 1 flautín, 2 flautas, 2 oboes, 3 clarinetes en la, 2 fagotes.
- Viento metal: 4 trompas, 2 trompetas, 3 trombones, 1 tuba.
- Percusión: 4 timbales, bombo, caja, platillos, tam-tam, tom-tom (soprano), triángulo, castañuelas, látigo, caja china, glockenspiel, xilófono, vibráfono, celesta.
- Cuerda: 2 arpas y una sección de cuerdas con violines I y II, violas, violonchelos y contrabajos.

Aparte del uso de la sección de percusión ampliada, Shostakóvich escribió esta sinfonía para fuerzas más reducidas que las empleadas en su Sinfonía n.º 1. El compositor en la partitura incluyó "Se indica el número mínimo de instrumentos. Si hay más instrumentos, será mejor".

## Estructura y análisis
La sinfonía consta de cuatro movimientos:
- I. Allegretto, en la mayor
- II. Adagio – Largo – Adagio – Largo (attacca), en fa menor
- III. Allegretto, en sol menor
- IV. Adagio – Allegretto – Adagio – Allegretto, en la menor a la mayor

La interpretación de esta obra dura aproximadamente entre 40 y 45 minutos. Los dos movimientos centrales se tocan sin interrupción. Esta pieza difiere en varios aspectos sustanciales del resto de sus sinfonías tardías. Tanto la Sinfonía n.º 11 "El año 1905" (1957) como la Sinfonía n.º 12 "El año 1917" (1961) son programáticas y están relacionadas con los acontecimientos políticos e históricos asociados al año del subtítulo. Las dos siguientes tienen textos cantados: la Sinfonía n.º 13 "Babi Yar" (1962) está escrita para bajo, coro y orquesta y se basa en poemas de Yevgueni Yevtushenko. Por su parte, la Sinfonía n.º 14 (1969) está escrita para soprano y bajo solistas y orquesta de cámara, pero no es realmente una sinfonía, sino una colección de canciones basadas en textos de Lorca, Apollinaire, Küchelbecker y Rilke.
Con esta última incursión de Shostakóvich en el género sinfónico el compositor regresó al ámbito puramente instrumental y no programático, que no había vuelto a visitar desde la Sinfonía n.º 6 (1939). Si bien es cierto que las Sinfonías n.º 8 " Stalingrado", n.º 9 y n.º 10 no llevan programa oficial, las dos primeras están claramente asociadas a la Segunda Guerra Mundial (la Novena es una celebración de la victoria), y la Décima supuestamente contiene en su segundo movimiento un retrato de Stalin. La Sinfonía n.º 15 se sitúa en un plano puramente emocional e intelectual, bastante alejado -hasta donde sabemos- del mundo de la política y la historia. Sin embargo, la opinión general es que la obra es autobiográfica, no en el sentido de que describa acontecimientos concretos, sino más bien de que expresa reflexiones sobre el pasado. La n.º 15 también es única en el sentido de que su partitura es ligera, sin duda la más esbelta de las sinfonías puramente instrumentales del compositor. Shostakóvich se había movido en esta dirección con la n.º 14 y había encontrado cada vez más dificultades para escribir a finales de la década de 1960, debido a un trastorno del sistema nervioso -la poliomielitis de los huesos frágiles- que fue incapacitando gradualmente su mano derecha, haciendo problemáticas las tareas sencillas y convirtiendo el proceso de componer complicadas obras orquestales en una tarea muy agotadora.
Se distingue de las demás sinfonías del compositor por sus citas y cuasi citas de piezas de otros compositores, junto con las del propio Shostakóvich. De hecho, la sinfonía está repleta de ellas. Por ejemplo, el movimiento inicial cita el famoso tema (del Llanero Solitario) de la obertura de la ópera Guillermo Tell de Gioachino Rossini. En el Finale aparecen el motivo del destino, así como temas de Sigfrido y Tristán e Isolda pertenecientes al ciclo El anillo del nibelungo de Richard Wagner. Hay cuasi citas de Chaikovski y Mahler, y Shostakóvich alude a temas de algunas de sus sinfonías anteriores.

### I.Allegretto
El primer movimiento, Allegretto, está escrito en la tonalidad de la mayor. Originalmente subtitulado "La juguetería", tiene una atmósfera infantil y juguetona, pero a veces suena bajo el hechizo de fuerzas oscuras y cínicas. Se abre con dos tintineos en el glockenspiel, seguidos de un motivo de cinco notas en la flauta solista, acompañada de cuerdas en pizzicato. Esto conduce a un galopante motivo para trompeta construido a partir de las doce notas de la escala cromática occidental. Hugh Ottaway observó que el uso que hace Shostakóvich de estos motivos en esta sinfonía crea un "campo tonal ampliado en el que 'cromático' y 'diatónico' dejan de ser distinciones significativas". A lo largo del movimiento aparecen citas de la Obertura de Guillermo Tell de Rossini.

### II.Adagio – Largo – Adagio – Largo
El segundo movimiento, Adagio – Largo – Adagio – Largo, está en fa menor. Es largo y enigmático, con una atmósfera fúnebre durante gran parte de su duración y un clímax en un arrebato de lo que es claramente ira o frustración. Arranca con un coral de metales, que da paso a un solo de violonchelo. Estos temas se alternan con un motivo fúnebre punteado, introducido por un par de flautas solistas y retomado por un trombón solista, que alcanza un clímax en fortissimo. La reexposición del coral inicial por cuerdas apagadas se desvanece con un redoble de timbales, tras lo cual los fagotes anuncian el inicio del tercer movimiento scherzando.

### III.Allegretto
El tercer movimiento, Allegretto, está en sol menor. Es el más breve de la obra (unos cuatro minutos) y es mordazmente satírico, hasta el hartazgo.

### IV.Adagio – Allegretto – Adagio – Allegretto
El cuarto y último movimiento, Adagio – Allegretto – Adagio – Allegretto, pasa de la menor a la mayor. El Finale contiene la música más críptica y quizá más profunda de la obra. Como también parece expresar los pensamientos del compositor sobre la muerte, muchos han llegado a la conclusión de que los elementos autobiográficos de la obra se expresan en una especie de historia de la cuna a la tumba: el movimiento inicial representa la infancia y el Finale los últimos años del compositor y su inminente muerte. Figuran aquí varias de las citas musicales antes mencionadas, empezando por el "motivo del destino" de Der Ring des Nibelungen de Wagner, luego el motivo de apertura de su Tristan und Isolde, antes de pasar a una reminiscencia de "No me tientes inútilmente" de Mikhail Glinka. Un tema de passacaglia que ha suscitado comentarios por su parecido con la marcha de la Sinfonía n.º 7 de Shostakóvich alcanza otro poderoso clímax. La pieza termina con la celesta repitiendo el motivo inicial de la sinfonía, seguido de un acorde abierto de la mayor sustentado sobre una parte de percusión que recuerda el scherzo de su Sinfonía n.º 4, que finalmente se resuelve con un do sostenido a tres octavas.

## Recepción de la obra
Al escuchar su primera interpretación, el propio compositor señaló que había compuesto una "sinfonía perversa". Fue recibida con una ovación por el público en su estreno. Entre sus admiradores estaba su amiga Marietta Shaguinián, que tras la primera interpretación se persignó y exclamó: "No debes decir, Dimitri Dimitrievich, que no estás bien. Estás bien, porque nos has hecho felices". Tijon Jrénnikov elogió la sinfonía como una de las "más profundas" de Shostakóvich, añadiendo que estaba "llena de optimismo [y] creencia en la fuerza inagotable del hombre". El primer movimiento fue especialmente elogiado por Norman Kay en Inglaterra, que lo calificó de "tour-de-force de concentración, autodisolución y economía musical". Eric Roseberry señaló que los timbres instrumentales de la sinfonía y el uso de la passacaglia sugerían que el maestro ruso había recibido la influencia de las últimas óperas de su amigo Benjamin Britten. Yevgueni Mravinski, que dirigió el estreno de la obra en Leningrado, se sintió "abrumado" durante su estudio de la partitura, y dijo a su esposa que seguiría volviendo a esta sinfonía "autobiográfica" hasta el "fin de sus días". Tras el estreno estadounidense, Bernard Jacobson escribió en 1972 en The Cincinnati Enquirer que el atractivo duradero de la sinfonía estaba asegurado porque hacía uso de "una de las mayores bazas expresivas [de Shostakóvich]: una ambivalencia emocional burlona y a menudo poderosamente afectiva".
El uso que Shostakóvich hace de citas y alusiones a diversas obras suyas y de otros compositores ha sido objeto de especulación desde su estreno. En un principio describió el movimiento inicial como "la infancia, una juguetería bajo un cielo despejado"; más tarde, advirtió a los oyentes que no tomaran "esta definición con demasiada precisión". Al describir la música y el proceso de composición, el autor dijo que seguía sintiendo la música como cuando era niño. Aunque afirmaba que era incapaz de explicar su extenso uso de citas musicales, también dijo que "no podía, no podía, no incluirlas". Informó a Glikman y a Meyer de que hacía uso de "citas exactas" de Beethoven, así como de Rossini y Wagner, y que había estado bajo la influencia de la música de Mahler mientras componía la obra. Según Maksim Shostakóvich, su padre le había instado a no revelar a la orquesta en el primer ensayo que habría una cita de Rossini en el primer movimiento: "Quiero ver sus caras cuando lleguen a ella".
Maksim Shostakóvich opinó que para él la sinfonía reflejaba "los grandes problemas filosóficos del ciclo vital de un hombre". Más tarde comparó la obra con una "sinfonía de cámara" que describía la vida humana a través de la "prisión de la existencia". Para el director Kurt Sanderling la música trataba de la soledad y la muerte, y ninguna otra obra de Shostakóvich le parecía tan "radicalmente horrible y cruel". El compositor Alfred Schnittke, cuya propia música estaba profundamente influida por Shostakóvich, sostenía que la Decimoquinta era una "encrucijada en el tiempo" en la que "el pasado entra en nuevas relaciones con el presente y, como el fantasma del padre de Hamlet, se inmiscuye en la realidad de la música y de hecho la forma". Según Alexander Ivashkin, el entonces inusual uso de las citas por parte de Shostakóvich indicaba que era consciente de la imposibilidad de componer una sinfonía "pura", ya que las citas creaban una red de correspondencias propias sobre el "esqueleto tradicional de la sinfonía".